# Référendum néerlandais sur l'accord d'association entre l'Ukraine et l'Union européenne
Un référendum sur l'approbation de l'accord d'association entre l'Ukraine et l'Union européenne a lieu aux Pays-Bas le 6 avril 2016. La question consultative posée à l'occasion de ce référendum est : « Êtes-vous pour ou contre la loi de ratification de l'Accord d'association entre l'Union européenne et l'Ukraine ? ».
La décision d'organiser un référendum est prise par le Conseil électoral néerlandais, à la suite de la réception de 472 000 signatures valides en six semaines accompagnant une lettre demandant sa tenue, soit plus que le nombre requis de 300 000 demandes. Le référendum est suspensif mais son résultat est non contraignant, ce qui signifie que la ratification de l'accord est suspendue jusqu'à la tenue du référendum et que si la loi de ratification est rejetée par les citoyens, le Parlement néerlandais doit adopter une nouvelle loi soit pour annuler la ratification, soit pour la maintenir.
Ce référendum est le premier à se tenir depuis l'adoption de la loi sur le référendum consultatif (en néerlandais : Wet raadgevend referendum), le 1er juillet 2015, qui met en forme la tenue d'un tel scrutin à la suite d'une demande des citoyens.
Bien que rejeté par 61 % des votants, l'accord est finalement ratifié en mai 2017 à la suite d'un revirement des sénateurs chrétiens-démocrates.

## Contexte

### Loi sur le référendum consultatif
Depuis l'adoption de la loi sur le référendum consultatif, la plupart des lois primaires peuvent être sujettes à un référendum suspensif et non obligatoire peu de temps après avoir reçu l'assentiment royal et après donc leur proclamation.
La procédure se déroule en deux étapes. La requête préliminaire requiert la réception de 10 000 signatures par le Conseil électoral dans les quatre semaines qui suivent la proclamation de la loi. Une fois les conditions de la première étape remplies, 300 000 signatures doivent être reçues dans les six semaines qui suivent.

### Accord d'association
L'accord d'association entre l'Ukraine et l'Union européenne est un traité qui établit entre les deux entités une association politique et économique. Les deux parties au traité se sont engagées à coopérer et à faire converger leur politique économique, leur législation et leurs règles communes, incluant des droits pour les travailleurs, des étapes vers la suppression des visas, l'accès à la Banque européenne d'investissement. Les deux parties se sont mises d'accord pour des réunions régulières entre leurs dirigeants. L'accord prévoit aussi la mise en place d'une zone de libre-échange approfondie et complète (ZLEAC). L'accord entre en vigueur après la ratification de l'ensemble des parties mais certains aspects de l'accord s'appliquent déjà de manière provisoire. 
La loi ratifiant l'accord d'association entre l'Ukraine et l'Union européenne est adoptée en 2015 par la Première et la Seconde Chambre des États généraux. Le Parti populaire libéral et démocrate (VVD), le Parti travailliste (PvdA), Démocrates 66 (D'66), l'Appel chrétien-démocrate (CDA), l'Union chrétienne (CU), la Gauche verte (GL), le Parti politique réformé (SGP) et 50 Plus votent pour. Le Parti socialiste (SP), le Parti pour la liberté (PVV) et le Parti pour les animaux (PvdD) votent contre. La loi reçoit l'assentiment royal le 8 juillet 2015. Le ministre des Affaires étrangères Bert Koenders publie la décision le jour même au Staatscourant (journal officiel), rendant la loi éligible à un référendum.

### Collecte des signatures
La collecte des signatures est organisée par diverses associations néerlandaises eurosceptiques. 
| Étape                    | Requises | Reçues  | Validées |
| ------------------------ | -------- | ------- | -------- |
| Signatures préliminaires | 10 000   | 14 441  | 13 480   |
| Signatures définitives   | 300 000  | 472 849 | 427 939  |

Le 14 octobre 2015, le Conseil électoral annonce que les deux étapes ont été remplies. Le 29 octobre, la commission référendaire annonce que le référendum aura lieu le 6 avril 2016.

## Campagne

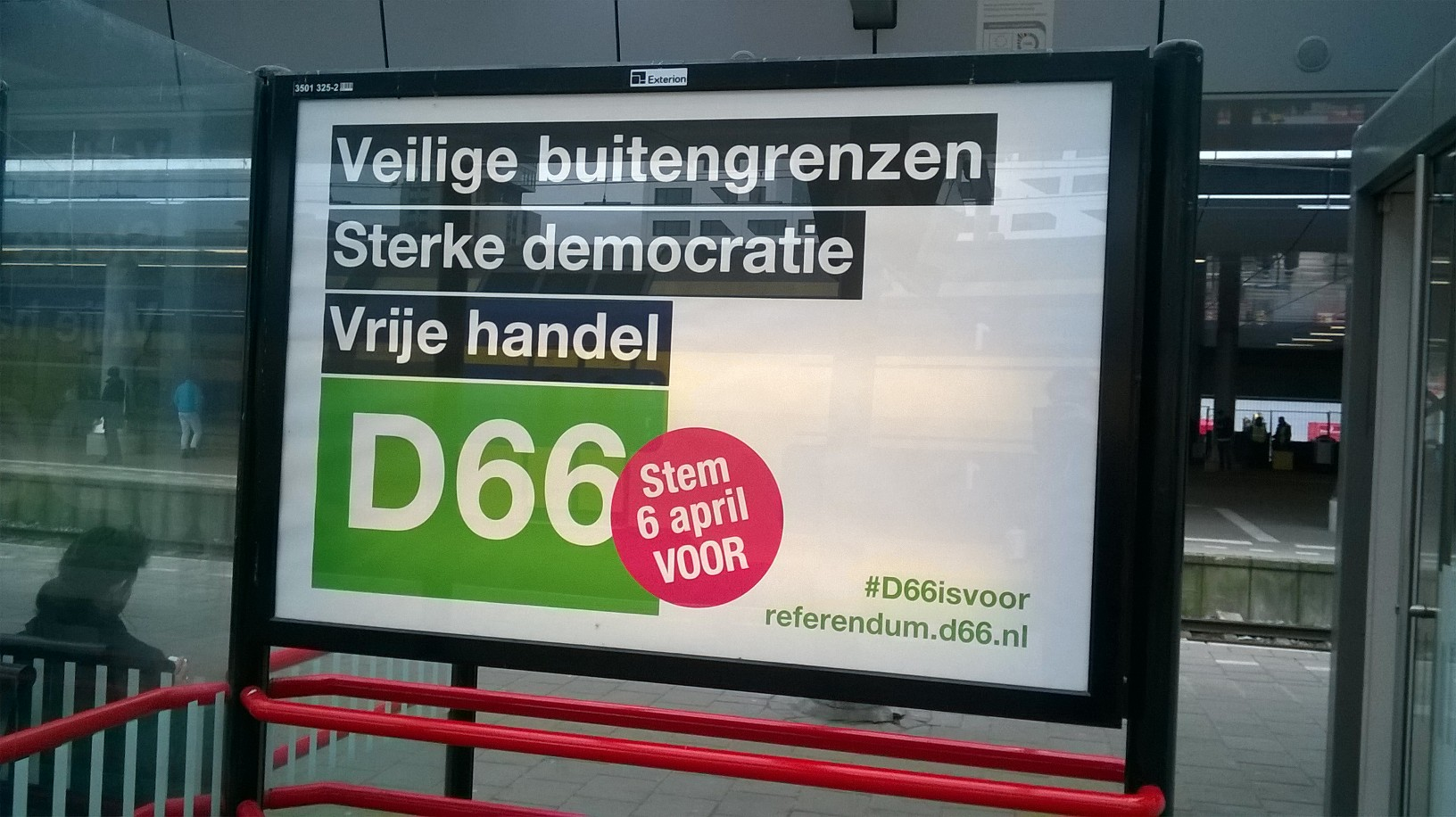
Affiche du parti D66 pendant la campagne pour le référendum.

Le gouvernement constitué du VVD et du PvdA fait campagne en faveur de l'accord, avec comme porte-parole principal le Premier ministre Mark Rutte. Ce dernier affirme également penser que l'Ukraine ne doit pas rejoindre l'UE mais tisser des liens avec elle, pour également préserver ses liens avec la Russie.
Le référendum doit se dérouler alors que les Pays-Bas président le Conseil de l'Union européenne via le mécanisme de la présidence tournante.

## Sondages

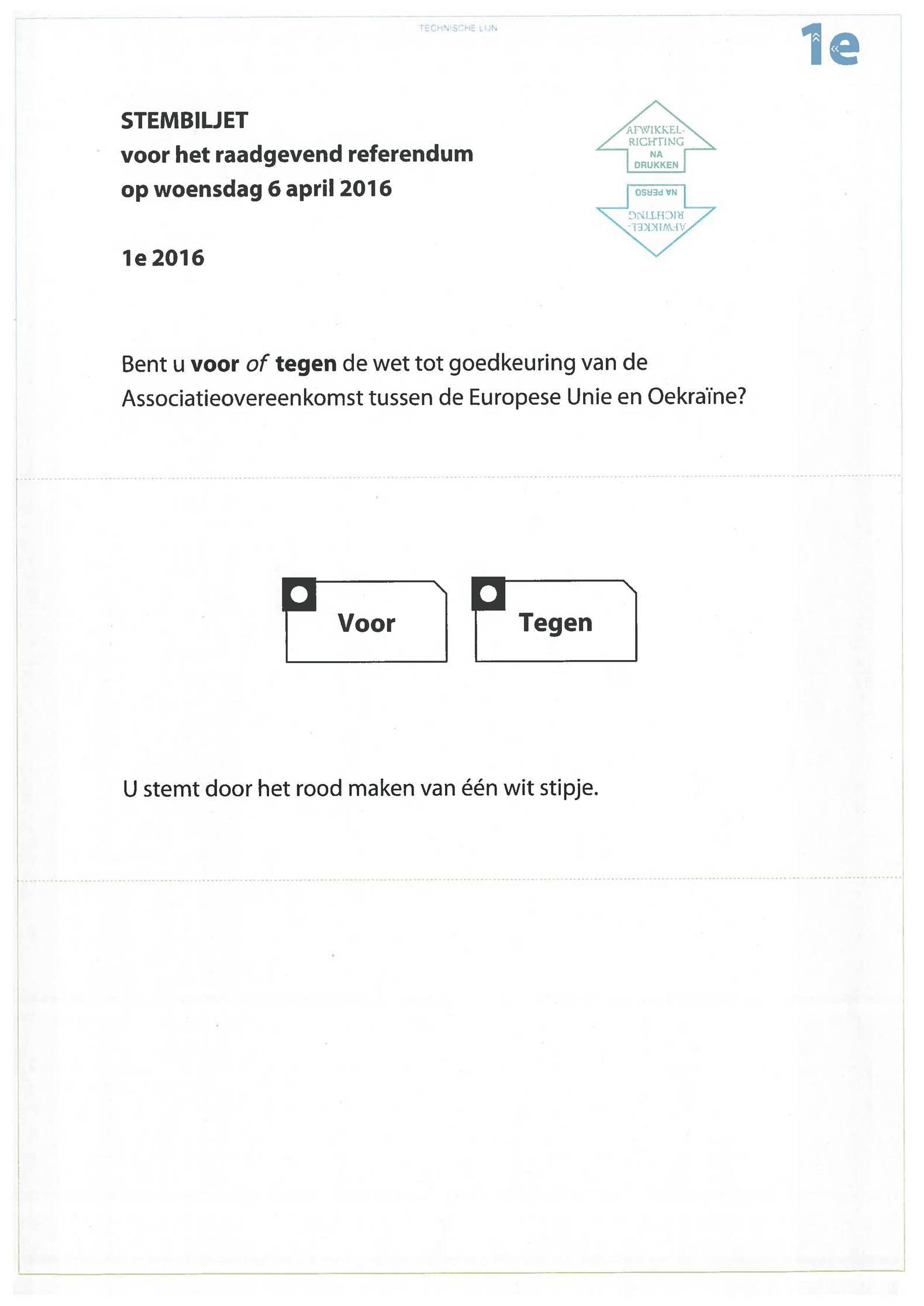
Bulletin de vote.

La participation par commune.

| Date(s)           | Institut        | Taille de l'échantillon | Pour | Contre | Indécis                                                             |
| ----------------- | --------------- | ----------------------- | ---- | ------ | ------------------------------------------------------------------- |
| 18–28 décembre    | EenVandaag (nl) | 27 151                  | 13 % | 51 %   | 13 % probablement en faveur, 23 % indécis                           |
| 21–25 février     | EenVandaag (nl) | 29 650                  | 19 % | 30 %   | 14 % probablement en faveur, 15 % probablement contre, 22 % indécis |
| 30 mars–1er avril | EenVandaag (nl) | 27 253                  | 41 % | 59 %   | –                                                                   |

## Résultat
| Choix                    | Votes      | %     | Quorum |
| ------------------------ | ---------- | ----- | ------ |
| Pour                     | 1 571 874  | 38,21 |        |
| Blanc                    | 32 344     | 0,79  |        |
| Contre                   | 2 509 395  | 61,00 |        |
|                          |            |       |        |
| Votes valides            | 4 113 613  | 99,08 |        |
| Votes invalides          | 38 000     | 0,92  |        |
| Total                    | 4 151 613  | 100   |        |
| Abstention               | 8 711 045  | 67,72 |        |
| Inscrits / Participation | 12 862 658 | 32,28 | ✓ 30 % |

## Conséquences
Le gouvernement néerlandais n'est pas obligé de suivre le résultat du référendum consultatif.
Certaines dispositions de l'accord sont entrées en phase d'application provisoire au 1er janvier 2016, à l'instar des autres accords de ce type.

### Texte de décembre 2016
Le 19 avril 2016, la Seconde Chambre rejette une motion qui demande le retrait des Pays-Bas de l'accord : la chambre basse préfère la recherche d'une solution. En décembre 2016, Mark Rutte, avec les autres représentants des pays de l'Union, a négocié un texte qui permet d'expliciter l'accord. Il rappelle que l'accord n'est pas synonyme de statut de candidat à l'Union européenne pour l'Ukraine, ni d'assistance militaire, ni libre-circulation des personnes et que le traité peut être suspendu si l'Ukraine viole les droits de l'homme. Ce texte — qui n'altère pas l'accord originellement négocié — a pour but de permettre l'adoption de l'accord d'association par le Parlement néerlandais, après des concessions faites pour satisfaire les votants du « non ».

## Sources
- (en) Cet article est partiellement ou en totalité issu de l’article de Wikipédia en anglais intitulé « Dutch Ukraine–European Union Association Agreement referendum, 2016 » (voir la liste des auteurs).